# The Hard Corps
The Hard Corps és una pel·lícula estatunidenca dirigida per Sheldon Lettich el 2006.

## Argument
Patrick Sauvage torna als Estats Units després de diversos anys passats a l'Iraq i a l'Afganistan per fer de guardaespatlles d'un campió de boxa hostilitzat per un grup de rappers. Però una relació entre la germana del boxejador i Patrick complicarà les coses.